# Tag (album)
TAG – album zespołu Bielizna wydany w 1993 roku nakładem wytwórni Silverton. Nagrań dokonano w dniach 23–30 lipca 1992 w studio Za-Za w Rumi. Album ukazał się jedynie na kasecie magnetofonowej. W roku 2018 zespół wydał materiał na CD.

## Lista utworów
Źródło:.
Strona A
1. „Maria ma mały biust” – 4:04
2. „Mały kwiat, żelazny ptak” – 2:38
3. „Przeganianie wołów do Norymbergi” – 3:27
4. „Tag” – 2:35
5. „Krótki kurs znikania” – 5:18
6. „Śpij synku” – 4:52

Strona B
1. „Tocz się rubaszna kulo” – 3:16
2. „Kosmate zwierzątko” – 5:32
3. „Chuda Berta przejmuje rząd dusz” – 4:15
4. „Słony ślad” – 3:14
5. „Borsuk” – 7:49

## Twórcy
Źródło:.
- Jarosław Janiszewski – śpiew
- Jarosław Furman – gitara
- Tomasz Żuczek – gitara basowa
- Andrzej Jarmakowicz – perkusja
- Piotr Pawlak – gitara